# Корвайлер
Корвайлер (нім. Korweiler) — громада в Німеччині, розташована в землі Рейнланд-Пфальц. Входить до складу району Рейн-Гунсрюк. Складова частина об'єднання громад Кастеллаун.
Площа — 2,43 км2. Населення становить 76 ос. (станом на 31 грудня 2020).

## Галерея

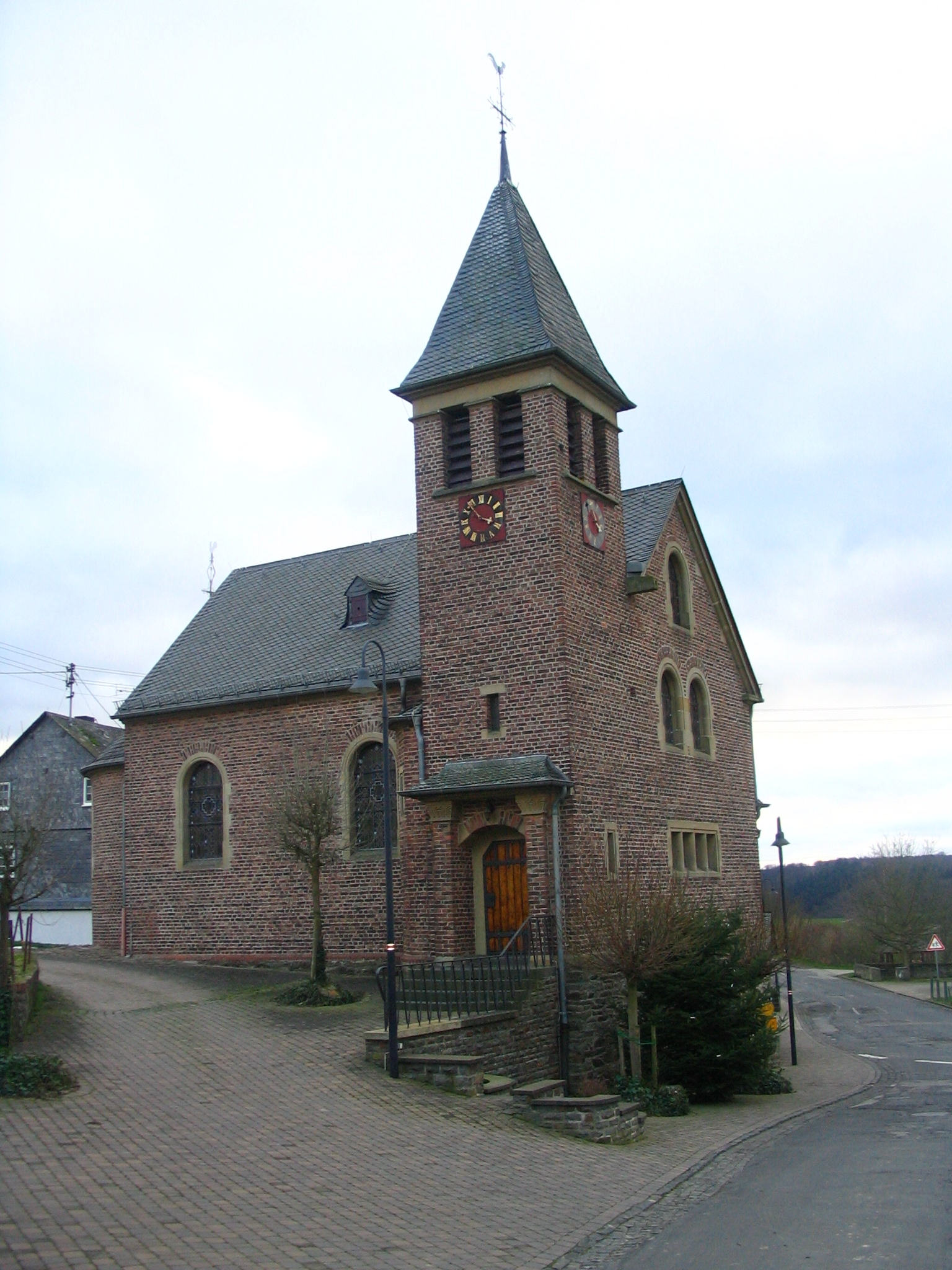